# Championnat d'Europe de vitesse par équipes masculin (moins de 23 ans)
Le Championnat d'Europe de vitesse par équipes masculin moins de 23 ans est le championnat d'Europe de vitesse par équipes organisé annuellement par l'Union européenne de cyclisme (UEC) pour les cyclistes âgés de moins de 23 ans. Le championnat organisé depuis 2001, a lieu dans le cadre des championnats d'Europe de cyclisme sur piste juniors et espoirs. Un championnat d'Europe open existait déjà entre 1995 et 1999, mais il n'était pas organisé par l'UEC.
Entre 2001 et 2005, le championnat d'Europe était également « open », c'est-à-dire qu'il était possible d'inscrire des coureurs de plus de 23 ans. C'est seulement à partir de 2006 qu'il est devenu réservé aux espoirs.

## Palmarès
| Année | Or                                                       | Argent                                                           | Bronze                                                           |
| ----- | -------------------------------------------------------- | ---------------------------------------------------------------- | ---------------------------------------------------------------- |
| 1995  | Pays-Bas Robert Slippens Dirk Jan van Hameren René Vink  | France Antoine Breton Damien Gérard Vincent Le Quellec           | Allemagne Eyk Pokorny Christian Schenk Michael Scheurer          |
| 1996  | France Damien Gérard Vincent Le Quellec Arnaud Tournant  | Grèce Dimitrios Georgalis Georges Himonetos Lampros Vasilopoulos | Allemagne Michael Scheurer Matthias Schulze Jan van Eijden       |
| 1997  | Allemagne Jens Fiedler Stefan Nimke Eyk Pokorny          | France Damien Gérard John Giletto Vincent Le Quellec             | Grèce Dimitrios Georgalis Georges Himonetos Lampros Vasilopoulos |
| 1998  | Pologne Grzegorz Krejner Marcin Mientki Grzegroz Trebski | Tchéquie Pavel Buráň Martin Polak Ivan Vrba                      | Grande-Bretagne Chris Hoy Craig MacLean Jason Queally            |
| 1999  | Grande-Bretagne Chris Hoy Craig MacLean Jason Queally    | Allemagne Carsten Bergemann Matthias John Stefan Nimke           | Tchéquie Pavel Buráň Martin Polak Ivan Vrba                      |

| Année | Or                                                                            | Argent                                                                        | Bronze                                                                         |
| ----- | ----------------------------------------------------------------------------- | ----------------------------------------------------------------------------- | ------------------------------------------------------------------------------ |
| 2001  | Allemagne Carsten Bergemann Matthias John Stefan Nimke                        | Pologne Grzegorz Krejner Łukasz Kwiatkowski Marcin Mientki                    | Grèce Kleanthis Bargkas Dimitrios Georgalis Lampros Vasilopoulos               |
| 2002  | Allemagne Carsten Bergemann Matthias John Sören Lausberg                      | Pologne Grzegorz Krejner Łukasz Kwiatkowski Damian Zieliński                  | Tchéquie Pavel Buráň Arnost Drcmanek Ivan Vrba                                 |
| 2003  | France Grégory Baugé Mathieu Mandard François Pervis                          | Russie Sergey Borisov Vladimir Kiriltsev Denis Terenine                       | Grèce Kleanthis Bargkas Dimitrios Georgalis Lampros Vasilopoulos               |
| 2004  | France Grégory Baugé Mathieu Mandard Hervé Gané                               | Pologne Grzegorz Krejner Łukasz Kwiatkowski Damian Zieliński                  | Allemagne Nico Hartmann Michael Seidenbecher Michael Spiess                    |
| 2005  | Pologne Kamil Kuczynski Łukasz Kwiatkowski Damian Zieliński                   | Allemagne Robert Förstemann Daniel Giese Marco Jäger                          | Tchéquie Alois Kaňkovský Adam Ptacnik Ivan Vrba                                |
| 2006  | Allemagne Michael Seidenbecher Maximilian Levy René Enders                    | France Grégory Baugé Didier Henriette François Pervis                         | Russie Denis Dmitriev Mikhail Shikhalev Stoyan Vasev                           |
| 2007  | France Grégory Baugé Michaël D'Almeida Didier Henriette                       | Pologne Kamil Kuczynski Tomasz Schmidt Maciej Bielecki                        | Grande-Bretagne Matthew Crampton Jason Kenny Christian Lyte                    |
| 2008  | Russie Pavel Yakushevskiy Stoyan Vasev Denis Dmitriev                         | Grande-Bretagne Matthew Crampton David Daniell Christian Lyte                 | Pologne Maciej Bielecki Adrian Tekliński Krzysztof Szymanek                    |
| 2009  | France Michaël D'Almeida Thierry Jollet Kévin Sireau                          | Grande-Bretagne Peter Mitchell Jason Kenny David Daniell                      | Pologne Maciej Bielecki Adrian Tekliński Krzysztof Szymanek                    |
| 2010  | Allemagne Joachim Eilers Philipp Thiele Tobias Wächter                        | Russie Kirill Filatov Vladimir Khozov Denis Shurshin                          | Pologne Grzegorz Drejgier Rafał Sarnecki Adrian Tekliński                      |
| 2011  | Allemagne Erik Balzer Stefan Bötticher Joachim Eilers                         | Grande-Bretagne Philip Hindes Peter Mitchell Callum Skinner                   | Russie Aleksei Tkachev Vadim Berbenyuk Denis Shurshin                          |
| 2012  | Allemagne Erik Balzer Eric Engler Stefan Bötticher                            | France Charlie Conord Julien Palma Quentin Lafargue                           | Pologne Rafał Sarnecki Grzegorz Drejgier Krzysztof Maksel                      |
| 2013  | Allemagne Erik Balzer Eric Engler Max Niederlag                               | Tchéquie Pavel Kelemen Robin Wagner Jakub Vyvoda                              | Pays-Bas Matthijs Büchli Jeffrey Hoogland Hugo Haak                            |
| 2014  | Pays-Bas Matthijs Büchli Jeffrey Hoogland Nils van 't Hoenderdaal             | Pologne Patryk Rajkowski Mateusz Rudyk Mateusz Lipa                           | Allemagne Robert Kanter Richard Aßmus Maximilian Dörnbach                      |
| 2015  | Allemagne Richard Aßmus Maximilian Dörnbach Max Niederlag                     | Pologne Mateusz Lipa Mateusz Rudyk Patryk Rajkowski                           | Russie Alexander Dubchenko Alexander Sharapov Nikita Shurshin                  |
| 2016  | Grande-Bretagne Jack Carlin Ryan Owens Joseph Truman                          | Tchéquie Jiří Fanta David Sojka Jirí Janošek                                  | Allemagne Richard Aßmus Maximilian Dörnbach Jan May                            |
| 2017  | Grande-Bretagne Jack Carlin Ryan Owens Joseph Truman                          | Russie Mikhaïl Dmitriev Alexander Dubchenko Alexey Nosov                      | Pologne Michał Lewandowski Mateusz Miłek Patryk Rajkowski Marcin Czyszczewski  |
| 2018  | France Melvin Landerneau Rayan Helal Florian Grengbo                          | Russie Sergey Tabolin Evgenii Bobrakov Alexandr Vasiukhno                     | Allemagne Marc Jurczyk Nik Schröter Carl Hinze                                 |
| 2019  | Pays-Bas Koen van der Wijst Harrie Lavreysen Sam Ligtlee                      | France Melvin Landerneau Sébastien Vigier Rayan Helal                         | Russie Daniil Komkov Alexey Nosov Pavel Rostov                                 |
| 2020  | Russie Daniil Komkov Dmitri Nesterov Pavel Rostov                             | Tchéquie Matěj Bohuslávek Martin Čechman Jakub Šťastný                        | Allemagne Anton Höhne Julien Jäger Nik Schröter                                |
| 2021  | Grande-Bretagne Hayden Norris Hamish Turnbull Alistair Fielding James Bunting | Allemagne Paul Schippert Julien Jäger Anton Höhne                             | Russie Daniil Komkov Dmitry Nesterov Pavel Rostov Ivan Gladyshev               |
| 2022  | Grande-Bretagne James Bunting Marcus Hiley Hayden Norris                      | Allemagne Anton Höhne Paul Schippert Willy Weinrich                           | Italie Matteo Bianchi Daniele Napolitano Matteo Tugnolo                        |
| 2023  | Italie Matteo Bianchi Mattia Predomo Matteo Tugnolo                           | Pays-Bas Loris Leneman Daan Kool Tijmen van Loon                              | Allemagne Willy Weinrich Henric Hackmann Luca Spiegel                          |
| 2024  | Italie Daniele Napolitano Mattia Predomo Stefano Minuta                       | Grande-Bretagne Harry Ledingham-Horn Marcus Hiley Hayden Norris Harry Radford | Pologne Szymon Wiśniewski Konrad Burawski Eliasz Bednarek Mateusz Przymusiński |
| 2025  | Italie Stefano Minuta Mattia Predomo Daniele Napolitano                       | Tchéquie David Peterka Adam Rauschgold Jan Pořízek                            | France Matthias Sylvanise Oscar Caron Etienne Oliviero                         |